# آنکرسهاگن
آنکرسهاگن (به آلمانی: Ankershagen) یک شهر در آلمان است که در Mecklenburgische Seenplatte District واقع شده‌است. آنکرسهاگن  ۶۷۳ نفر جمعیت دارد.